# کیچیک آلاتمیر
کیچیک آلاتمیر (به لاتین: Kiçik Alatəmir) یک منطقه مسکونی در جمهوری آذربایجان است که در شهرستان قاخ واقع شده است. کیچیک آلاتمیر ۳۴ نفر جمعیت دارد.